# Matías Ezequiel Rodríguez
Matías Ezequiel Rodríguez (29 de marzo de 1993, Pablo Podestá, Buenos Aires, Argentina) es un futbolista argentino. Juega como mediocampista o delantero y actualmente milita en el Club Atlético Chacarita Juniors de la Primera Nacional argentina.

## Clubes
| Club                      | País      | Año         | Partidos | Goles |
| ------------------------- | --------- | ----------- | -------- | ----- |
| C.A. Chacarita Juniors    | Argentina | 2013 - 2018 | 100      | 8     |
| Ferencváros T.C.          | Hungría   | 2018        | 4        | 0     |
| C.D. Universidad Católica | Ecuador   | 2019        | 26       | 0     |
| Cúcuta Deportivo F.C.     | Colombia  | 2020 - 2021 | 19       | 5     |
| C.A. Chacarita Juniors    | Argentina | 2023        | 4        | 1     |

## Palmarés
| Título                     | Club              | País      | Año     |
| -------------------------- | ----------------- | --------- | ------- |
| Primera B                  | Chacarita Juniors | Argentina | 2014    |
| Ascenso a Primera División | Chacarita Juniors | Argentina | 2017/18 |